# Berkeley Software Distribution
Berkeley Software Distribution, ili skraćeno BSD, inačica je UNIX-a razvijena u ranim 70-im godinama 20. stoljeća na University of California, Berkeley. Sve inačice UNIX-a koje su nastale od ove inačice nazivaju se BSD-distribucije. Početkom 1990. sveučilište u Berkeleyju stavilo je cijeli skup izvornih programa BSD-a u javno vlasništvo. BSD-sustavi imaju reputaciju da su izuzetno stabilni i sigurni. Ipak, nisu bili prihvaćeni u široj upotrebi zbog dugotrajne sudske tužbe AT&T-a i podjela među programerima. Danas, polako i u sjeni linuxa, BSD se vraća među informatičare, pogotovo na serverima.

## BSD distribucije
BSD distribucije danas u uporabi (moguće ih je nabaviti putem interneta):
- Darwin (jezgra Mac OS X)
- FreeBSD
  - DragonFly BSD
  - PC-BSD
  - Desktop BSD
  - Freesbie (live CD verzija)
  - PicoBSD
  - TrustedBSD
  - ClosedBSD
- NetBSD
- OpenBSD
  - MicroBSD
  - MirOS BSD